# Xã Nashville, Quận Barton, Missouri
Xã Nashville (tiếng Anh: Nashville Township) là một xã thuộc quận Barton, tiểu bang Missouri, Hoa Kỳ. Năm 2010, dân số của xã này là 390 người.